# Musée international de la chaussure de Romans-sur-Isère
 (avril 2020).
Si vous disposez d'ouvrages ou d'articles de référence ou si vous connaissez des sites web de qualité traitant du thème abordé ici, merci de compléter l'article en donnant les références utiles à sa vérifiabilité et en les liant à la section « Notes et références ».
Le musée de la chaussure est situé à Romans-sur-Isère dans le département de la Drôme et est installé dans l'ancien Couvent de la Visitation de la ville.
Il présente une collection unique de chaussures des origines à nos jours et se fait l'écho de la production romanaise autour du travail du cuir et de la chaussure.

## Histoire du musée

### 1954, le musée «régionaliste»
Marie-Madeleine Bouvier, fondatrice du groupe folklorique Empi et Riaume, est à l'origine du musée. Dans le cadre de ses recherches sur les danses folkloriques, Marie-Madeleine Bouvier collecte des informations et des objets. Son musée présente des reconstitutions des scènes de la vie dauphinoise et une petite collection de chaussures du XIXème siècle de provenances diverses. Le musée devient municipal en 1962. Mademoiselle Bouvier fait don de sa collection à la ville de Romans.

### 1968, acquisition de la première collection chaussure
Sous l'impulsion de Georges-Henri Rivière, père de la muséologie en France, et sur les conseils de Marie-Madeleine Bouvier, la ville de Romans s'oriente vers un musée thématique lié à l'activité économique du territoire.
En 1968, la ville fait l'acquisition de la collection du modéliste parisien Victor Guillen. Cette collection, constituée de 2 000 pièces, touche cinq continents et recouvre quatre millénaires.

### 1971, le musée de la chaussure et d'ethnographie régionale
La ville de Romans, propriétaire de l'ancien couvent de la Visitation acquis en 1908, décide d'y installer le musée qui sera officiellement ouvert le 11 décembre 1971.
En 1974, le Conseil Général de la Drôme et la ville de Romans, financent l'aménagement du musée de la Résistance et de la Déportation qui lui aussi trouve place au sein du couvent de la Visitation.

### 1993, le musée international de la chaussure
Le musée s'attache alors à montrer la chaussure sous l'angle technique, ethnographique et artistique. Outils, machines, documents divers retracent l'histoire locale de la mégisserie, de la tannerie, tandis que la chaussure est évoquée à travers les diverses et importantes collections du musée. En 1992, les anciennes cellules des religieuses visitandines sont restaurées et aménagées dans le but de présenter au public la chaussure comme témoin de civilisation et objet d'art de l'Antiquité à 1900. Le musée prend officiellement l'appellation « musée international de la chaussure », appellation qui trouve sa légitimité puisque l'on parle de l'histoire mondiale de la chaussure.
« Le goût du terroir », héritage du musée régionaliste est fermé en 2003 pour des raisons de sécurité.

### 2003, création d'un département «peinture et chaussure»
La ville fait l'acquisition de tableaux du XVIIème au XIXème siècle grâce au soutien financier du FRAM et de l'Association des Amis du Musée. Une salle consacrée à la représentation de la chaussure dans la peinture est alors aménagée. Outre l'intérêt pictural, cet ensemble permet de visualiser l'univers de la fabrication du XVIIe à la fin du XIXe siècle et montre la permanence de l'outillage à travers les siècles.

### 2019-2020, vocation affirmée et nouveaux enjeux
De nouvelles salles "La chaussure moderne et contemporaine" complètent le parcours historique.
Aujourd'hui, le musée conserve 20 000 objets parmi lesquels un important dépôt du Musée National de Cluny, des chaussures de créateurs, artisanales, de luxe, pièces uniques, de production industrielle ou de fonction, chaussures célèbres. Il se fait également l'écho des productions actualisées des firmes romanaises comme la Cité de la Chaussure, Clergerie,
Un parcours urbain en centre ville de Roman met en valeur dix chaussures monumentales inspirées de modèles emblématiques et remarquables du musée. Prolongement du musée "Hors les murs", le parcours permet de découvrir les créations de bottiers de renoms tels Charles Jourdan, Robert Clergerie (en), Stephan Kélian, Andréa Pfister, Roger Vivier, André Pérugia, Christian Louboutin.

## Les collections
Le musée de la chaussure abrite et conserve environ 20 000 paires d'articles chaussants et d’accessoires (boucles de souliers, tire-boutons...). Quelque 2 500 sont exposées au public.
La chaussure, témoin de civilisation et objet d'art, est présentée dans un ordre chronologique et géographique de l'Antiquité à 1900.

### Geste et savoir-faire: la tradition romanaise du cuir
Dans la salle dite de la tannerie, sont présentées l'histoire et les techniques de la tannerie, de la mégisserie et de la chaussure à Romans de ses origines à nos jours.
Reconstitution d'un salon d'essayage pour évoquer la notion de marche, de posture ainsi que le vocabulaire lié à la chaussure.

### L'univers de la chaussure dans l'art pictural
Il s'agit d'un ensemble de peintures et d'arts décoratifs du XVIIe au XXe siècle évoquant au thème de la chaussure à travers des scènes de vie quotidienne.

### Les collections historiques et géographiques: Quand la chaussure raconte les hommes
Présentées dans les anciennes cellules des religieuses visitandines, les collections historiques du musée retracent l'histoire de l'humanité chaussée à travers une permanence de formes qui ont traversé les siècles : la soulier, la botte et la sandale.
Poulaine du Moyen Âge dont la longueur variait selon le rang social, chopine vénitienne 17e dont la hauteur nécessitait le secours de servantes pour se déplacer, chaussures chinoises spécialement confectionnées pour les petits pieds mutilés, chaussures de cuir, de soie, décorée de pierres précieuses ou de fil d'or, le soulier devient le symbole d'une position sociale.

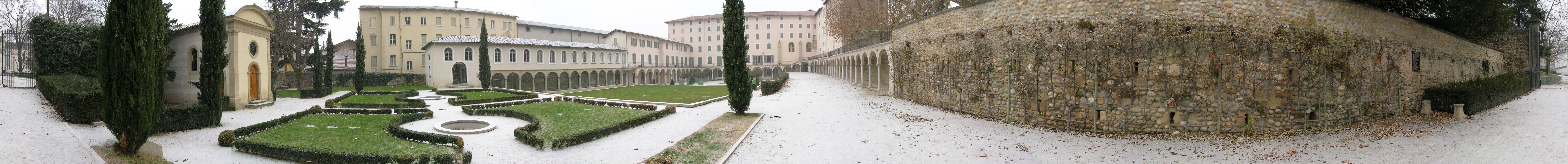
Les jardins du musée de la chaussure, un jour de neige.